# بيست كابيتال إنفست
 بيست كابيتال إنفست  شركة مغرببة بدأت العمل سنة 1988، وتعمل الشركة في عدة ميادين.